# Re-Align
Re-Align – utwór amerykańskiego zespołu muzycznego Godsmack, będący jednym z singli promujących trzeci album studyjny zespołu, Faceless. Został wydany w formacie CD w 2003 roku nakładem Universal Records i Republic Records. Zrealizowano także akustyczną wersję utworu, która trafiła na wydany w 2004 roku minialbum The Other Side.

## Znaczenie tekstu
Utwór „Re-Align” opowiada o tym, jak za każdym razem, gdy wokalista zespołu Godsmack Sully Erna przyjeżdża do Nowego Orleanu koncertować z Godsmackiem, źle się czuje. Artysta rozwinął ten wątek w wywiadzie dla magazynu Rolling Stone z maja 2003 roku – powiedział wówczas, że zawsze, gdy przejeżdżał przez Nowy Orlean, był naprawdę przygnębiony, a pewnego razu w House of Blues miał atak paniki, przez co nie mógł wystąpić. Gdy został wywieziony vanem poza granice miasta, stan jego samopoczucia uległ poprawie. Serwis Songfacts podaje, że podobno w poprzednim życiu Erna został zabity w Nowym Orleanie, a w obecnym życiu „złe duchy” przychodzą i nawiedzają go za każdym razem, gdy odwiedza Nowy Orlean, sprawiając, że choruje i jest niespokojny.

## Notowania na listach przebojów
Notowania tygodniowe
| Lista (2003–2004)                                  | Pozycja |
| -------------------------------------------------- | ------- |
| Stany Zjednoczone (Mainstream Rock (Billboard))    | 3       |
| Stany Zjednoczone (Modern Rock Tracks (Billboard)) | 28      |